# Michael Cunningham
Michael Cunningham (Cincinnati, Ohio, 1952. november 6. –) díjnyertes amerikai író, legismertebb regénye az 1998-ban kiadott Az órák, amellyel Pulitzer-díjat nyert 1999-ben.

## Pályafutása
Cunningham Pasadenában, Kalifornia államban nőtt fel. Angol irodalmat tanult a Stanford Egyetemen, ahol diplomát szerzett. Később az Iowai egyetemen Michener ösztöndíjat és Művészetek Mestere diplomát kapott az Iowai Írók Műhelyétől. Amíg az Iowai egyetemen tanult, novellái jelentek meg az 'Atlantic Monthly' és a 'Paris Review' nevű újságokban. Egyik novellája, a Fehér angyal, bekerült az Amerika legjobb novellái 1989-ben válogatásba, Houghton Mifflin kiadásában.
1993-ban Guggenheim, és 1998-ban National Endowment for the Arts ösztöndíjat kapott. 1995-ben kitüntették a Whiting Writers díjjal. Cunningham tovább képezte magát Provincetownban, Massachusettsben és a Brooklyni Kollégiumban. Jelenleg egyetemi tanár a Yale egyetemen, kreatív írást tanít.
Mindemellett Cunningham homoszexuális, és 18 évig párkapcsolatban volt a pszichoanalitikus és művész Ken Corbettel. Nem szereti, ha csak egy meleg írónak titulálják, mert a szexualitása alapvetően nem befolyásolja munkáját, és nem szereti, ha ezt említik meg mint fő jellemzőjét, mondotta a PlanetOut c. lapban megjelent interjúban.
Az órák c. regényével Amerika meghatározó írói közé lépett, amelyből nagy sikerű film készült Meryl Streep, Nicole Kidman és Julianne Moore főszereplésével. Továbbá legújabb könyve, a Jellegzetes napok szintén jó kritikát kapott. Cunningham szerkesztette Walt Whitman verses és prózai kötetét, a Laws for Creationst, és társíró volt Susan Minottal, egy forgatókönyvben, amely Susan Este c. regénye alapján készült. Továbbá a forgatókönyvből készült film producere is egyben, amelyben játszott Glenn Close, Toni Collette és Meryl Streep.

## Bibliográfia

### Regény
- 1984 Golden States
- 1990 Otthon a világ végén[5]
- 1995 Flesh and Blood
- 1998 Az órák[6]
- 2005 Jellegzetes napok[7]
- 2010 (címnek gondolt) Olympia / A Nightfalltól – várhatóan 2010 szeptemberében adjáki ki

### Forgatókönyvek
- 2004 Otthon a világ végén[8]
- 2007 Este[9]

### Közreműködő
- 2000 Drawn By The Sea (kiállítási katalógus szöveg; 110 dedikált másolat)
- 2001 The Voyage Out Virginia Woolftól (Modern Library Classics edition) (Előszó)
- 2001 I Am Not This Body: The Pinhole Photogtraphs of Barbara Ess (Szöveg)
- 2004 Washington Square by Henry James (Signet Classics edition) (Utószó)
- 2004 Death In Venice Thomas Manntól (Előszó)
- 2006 Laws for Creations, Walt Whitman versei (Szerkeszto és előszó)
- 2007 a Memory, a Monologue, a Rant, and a Prayer Eve Ensler és Mollie Doyle szerkesztette ( Novella, The Destruction Artist)

## Magyarul
- Otthon a világ végén; ford. Tótisz András; Ulpius-ház, Budapest, 2000
- Az órák; ford. Tótisz András; Ulpius-ház, Budapest, 2002 (Ulpius klasszikusok)
- Otthon a világ végén; ford. Tótisz András; Ulpius-ház, Budapest, 2004
- Jellegzetes napok; ford. Tótisz András; Ulpius-ház, Budapest, 2006
- A Hókirálynő; ford. Illés Róbert; Jaffa, Budapest, 2017
- Mire leszáll az éj; ford. Farkas Veronika; Jaffa, Budapest, 2017

## Díjak és kitüntetések
Az órák c. regényért:
- Pulitzer-díj – 1999
- PEN/Faulkner Award – 1999
- Gay, Lesbian, Bisexual, and Transgendered Book Award – 1999

## Fordítás
- Ez a szócikk részben vagy egészben  a   Michael Cunningham című angol Wikipédia-szócikk fordításán alapul.  Az eredeti cikk szerkesztőit annak laptörténete sorolja fel. Ez a jelzés csupán a megfogalmazás eredetét és a szerzői jogokat jelzi, nem szolgál a cikkben szereplő információk forrásmegjelöléseként.